# Ahmad Muhammad al-Chudajri
Ahmad Muhammad al-Chudajri (arab. أحمد محمد الخضيري) – egipski zapaśnik walczący w stylu wolnym. Srebrny medalista mistrzostw arabskich w 1995 roku.